# 马来西亚德士
马来西亚出租车业是提供出租车或计程车的公共交通服务行业，乘客可以支付车费来租用并乘坐德士前往目的地。根据陆路公共交通机构（APAD）、沙巴与砂拉越商用车辆执照局（LPKP Sabah & Sarawak）的规章，德士行业共有7个主要的牌照类别，包含符合传统德士和包车服务的出租车类型，以及基于电子平台和移动应用程序的电召车类型，即：德士、出租车、大型豪华德士、机场德士、租赁驾驶、电召车和电召车公司。

## 类型

### 德士和出租车
| 牌照类型                         | 代码 | 德士服务 | 运营范围                                         | 运营模式                     | 说明 |
| -------------------------------- | ---- | --- | ------------------------------------------------ | ---------------------------- | --- |
| 德士 Teksi                       | TX   | - a. 廉价德士（Teksi Bajet） - b. 豪华德士（Teksi Eksekutif）                                                      | 古晋、美里、民都鲁和诗巫                         | 在指定运营范围载客、预约租车 | 容纳不超过6人（包括司机）的机动车辆，用于在任何行程中载客以收取单程费用。                                                                 |
| 德士 Teksi                       | TX   | - a. 廉价德士（Teksi Bajet） - b. 豪华德士（Teksi Eksekutif）                                                      | 巴生谷、新山市区和槟岛                           | 在指定运营范围载客、预约租车 | 容纳不超过6人（包括司机）的机动车辆，用于在任何行程中载客以收取单程费用。                                                                 |
| 德士 Teksi                       | TX   | - c. 一马德士（Teksim [Teksi 1Malaysia]）                                                                          |                                                  | 在指定运营范围载客、预约租车 | 容纳不超过6人（包括司机）的机动车辆，用于在任何行程中载客以收取单程费用。                                                                 |
| 德士 Teksi                       | TX   | - d. 市区德士（Teksi Bandar）                                                                                      | 亚庇、斗湖、山打根、拿笃、根地咬和纳闽           | 在指定运营范围载客、预约租车 | 容纳不超过6人（包括司机）的机动车辆，用于在任何行程中载客以收取单程费用。                                                                 |
| 德士 Teksi                       | TQ   | - e. 郊区德士（Teksi Luar Bandar）                                                                                 | 亚庇、斗湖、山打根、拿笃、根地咬和纳闽           | 在指定运营范围载客、预约租车 | 容纳不超过6人（包括司机）的机动车辆，用于在任何行程中载客以收取单程费用。                                                                 |
| 出租车 Kereta Sewa               | TS   | - a. 全马（Seluruh Semenanjung Malaysia）/全沙（Seluruh Sabah）/全砂（Seluruh Sarawak） - b. 限区（Laluan Terhad） | 德士运营范围以外地区                             | 在指定运营范围载客、预约租车 | 容纳不超过6人（包括司机）的机动车辆，或者在APAD或LPKP授权区域，容纳不超过12人（包括司机）的机动车辆，用于在任何行程中载客以收取单程费用。 |
| 大型豪华德士 Teksi Mewah/Limosin | TL   | - a. 普通大型豪华德士（Limo Bajet/Biasa） - b. 高级大型豪华德士（Limo Premium/Super Luxury）                       | APAD或LPKP根据服务许可证批准的运营区域           | 特殊租车、合约租车、预约租车 | 容纳不超过7人（包括司机）的机动车辆，并只在固定授权区域提供载客服务。                                                                     |
| 机场德士 Teksi Lapangan Terbang  | TT   | - a. 廉价德士（Teksi Bajet） - b. 高级德士（Teksi Premier） - c. 家庭德士（Teksi Keluarga）                        | 机场区域和APAD或LPKP根据服务许可证批准的运营区域 | 机场载客                     | 容纳不超过7人（包括司机）的机动车辆，仅用于运载乘客往返机场并收取费用，并在授权区域内的固定站点运营。                                     |
| 租赁驾驶 Kereta Sewa dan Pandu   | TP   | — | 全马                                             | 租赁驾驶                     | 与联邦政府、州政府或私人机构签订合同协议，由承租人或代理司机驾驶而租用的机动车辆，只允许载送有关机构人员。                                |

#### 廉价德士

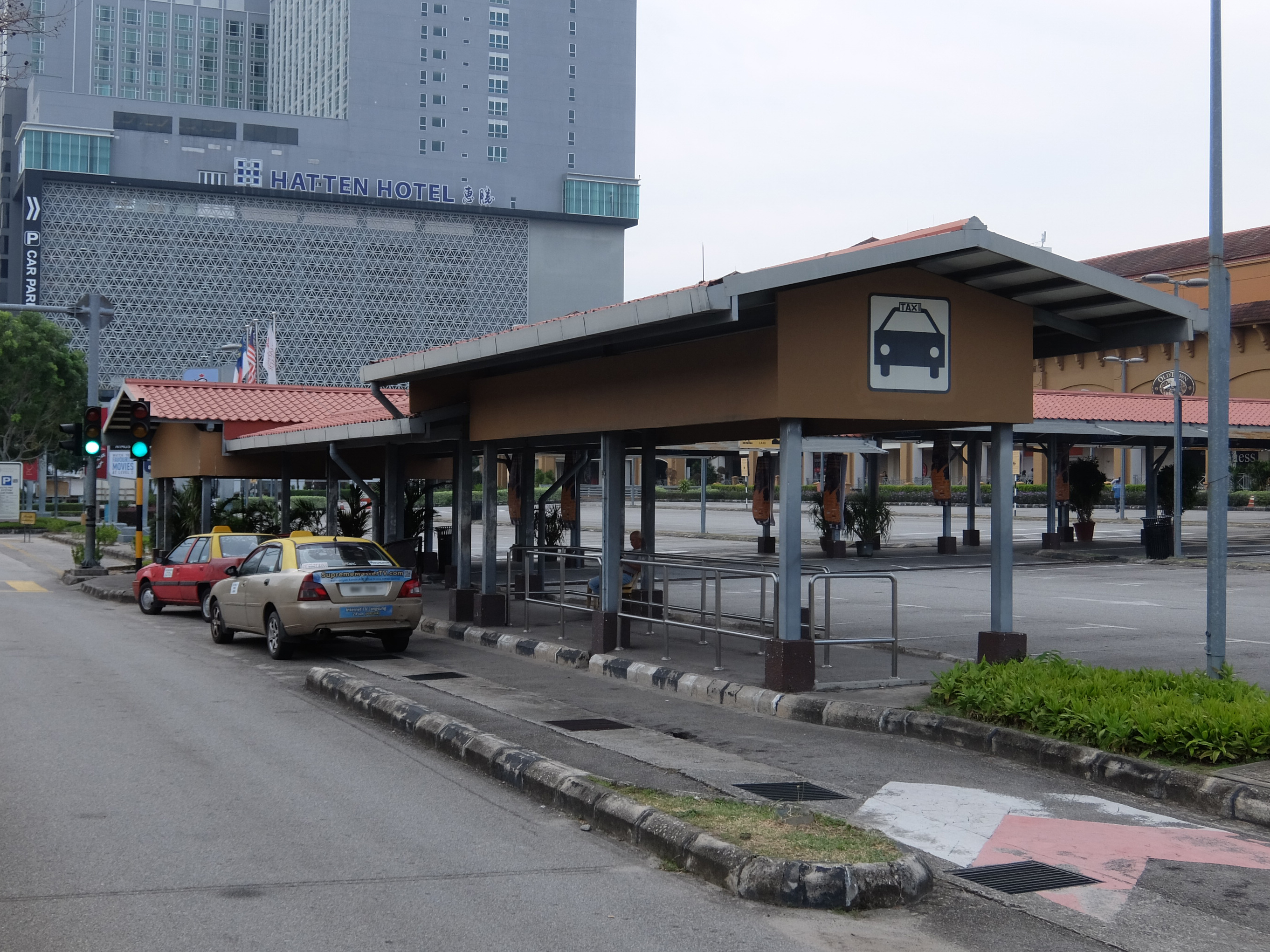
马六甲市区的一个德士站

廉价德士（Teksi Bajet）是大都会地区最常见的普通德士，车顶装有“Teksi Bermeter”（跳表德士）字样的白灯标识，或“Teksi”（德士）字样的白或黄灯标识，并配备计价器。廉价德士提供低价格且经济实惠的载客服务，一般仅能满足城市内的短程载客需求，车内通常没有豪华内饰和太多行李空间。2017年推行德士牌照重组计划，原本独立的廉价德士牌照，与豪华德士、一马德士合并为同个牌照类型。
沙巴廉价德士有两种细分类型，市区德士（Teksi Bandar）行驶在沙巴的主要城市，包括西海岸省的亚庇市、斗湖县的斗湖市、山打根县的山打根市和纳闽联邦直辖区；郊区德士（Teksi Luar Bandar）行驶在邻近拿笃县的拿笃市和根地咬县的根地咬市。

#### 豪华德士
豪华德士（Teksi Eksekutif，直译“行政德士”）于2007旅游年上路， 可以提供较大空间和舒适的载客服务，一般使用MPV德士车款，车顶装有“Teksi Eksekutif”字样的蓝或白灯标识，并配备计价器。2017年推行德士牌照重组计划，原本独立的豪华德士牌照，与廉价德士、一马德士合并为同个牌照类型。

#### 一马德士
一马德士（Teksim [Teksi 1Malaysia]）是马来西亚首相纳吉·阿都拉萨在其政治理想“一个马来西亚”框架下，于2012年提出的一个马来西亚人民德士（Teksi Rakyat 1Malaysia，TRIMA）转型计划，发放的德士牌照类型。一马德士于2014年正式上路，仅在巴生谷、新山市区和槟岛运营，初期统一使用宝腾Exora车型，2015年以后加入丰田Innova车型，车顶装有LED灯，亮起绿灯“TEKS1M”表示空车，亮起红灯“HIRED”表示已经载客，车身有“TEKS1M”字样的标识，并配备计价器。
TRIMA的目标是取代廉价德士、高级德士及豪华德士，以更经济实惠的价格，获得更舒适的德士服务；但是，2018年随着纳吉下台，“一个马来西亚”逐渐被新政策取代，一马德士计划停止实施，并与廉价德士、豪华德士合并为同个牌照类型。

#### 出租车
出租车（Kereta Sewa）是大都会以外城镇的德士服务，车顶装有“Kereta Sewa”字样的黄灯标识；比较起在主要城市内行驶载客的德士，出租车更常是在非主要城市的远郊乡镇，提供跨越地区的载客服务，所以出租车虽然配备计价器，但一般是以点到点的距离议定价格收费。大多数情况下，出租车服务会有政府或出租车公会列出的参考价格；此外，出租车还可以按时间提供包车服务。

#### 机场德士

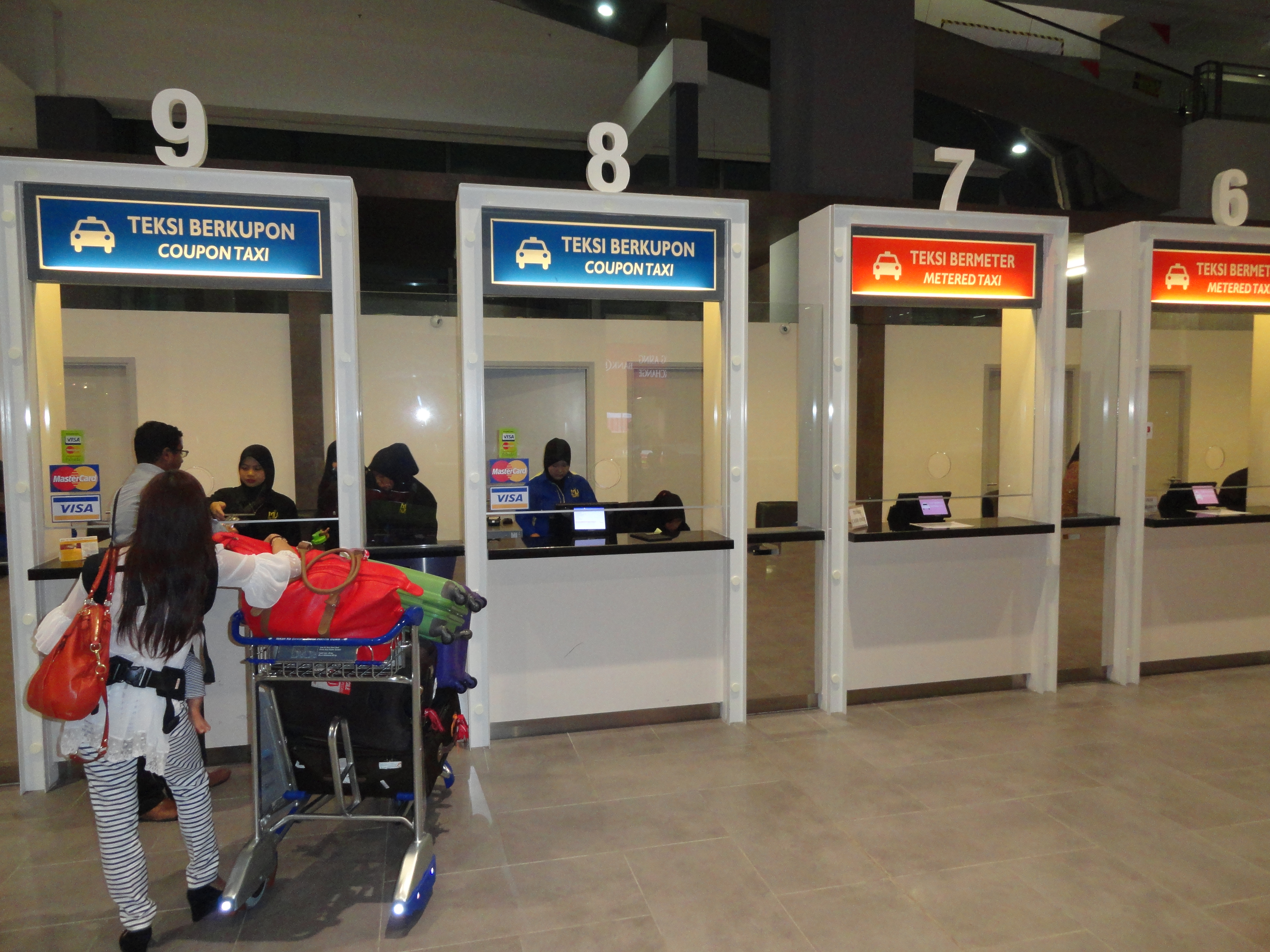
吉隆坡机场廉价航站楼的德士固本柜台

机场德士（Teksi Lapangan Terbang）也称为“固本德士”（Teksi Berkupon），是以航空站客运楼或低成本客运楼为乘搭出发起点的德士服务。机场德士的特点是使用固本收费制，乘客先在德士固本柜台（Coupon Counter）购买车票，然后在德士站排队候车，避免外国游客被“砍菜头”。跳表德士通常禁止在航空站的指定区域载客，仅能在外围区域招览乘客。

#### 高级德士
高级德士（Teksi Premier）源于1997—98年的一项城市德士计划，国油公司邀请法国马特拉设计一款新型德士，并以雷诺Espace III为基础，由赫利茲生产1,000辆雷诺Enviro 2000，是马来西亚首部使用替代燃料的NGV德士。值得一提，这个项目仅在国油和马特拉之间进行，由马特拉为马来西亚市场设计，并在本地组装，不涉及雷诺汽车公司和代理商，因此汽车引擎盖上原有的雷诺标志，取代为一个风格化的“e”字样标志。
雷诺Enviro于1998年7月11日首驾， 随着这款德士的使用年限到期，政府已经停止发给高级德士牌照，并于2007年被豪华德士取代；不过“高级德士”一词，仍用于指代机场范围的豪华德士服务，可以使用排量2.0升或以上的进口或国产车辆。

#### 家庭德士

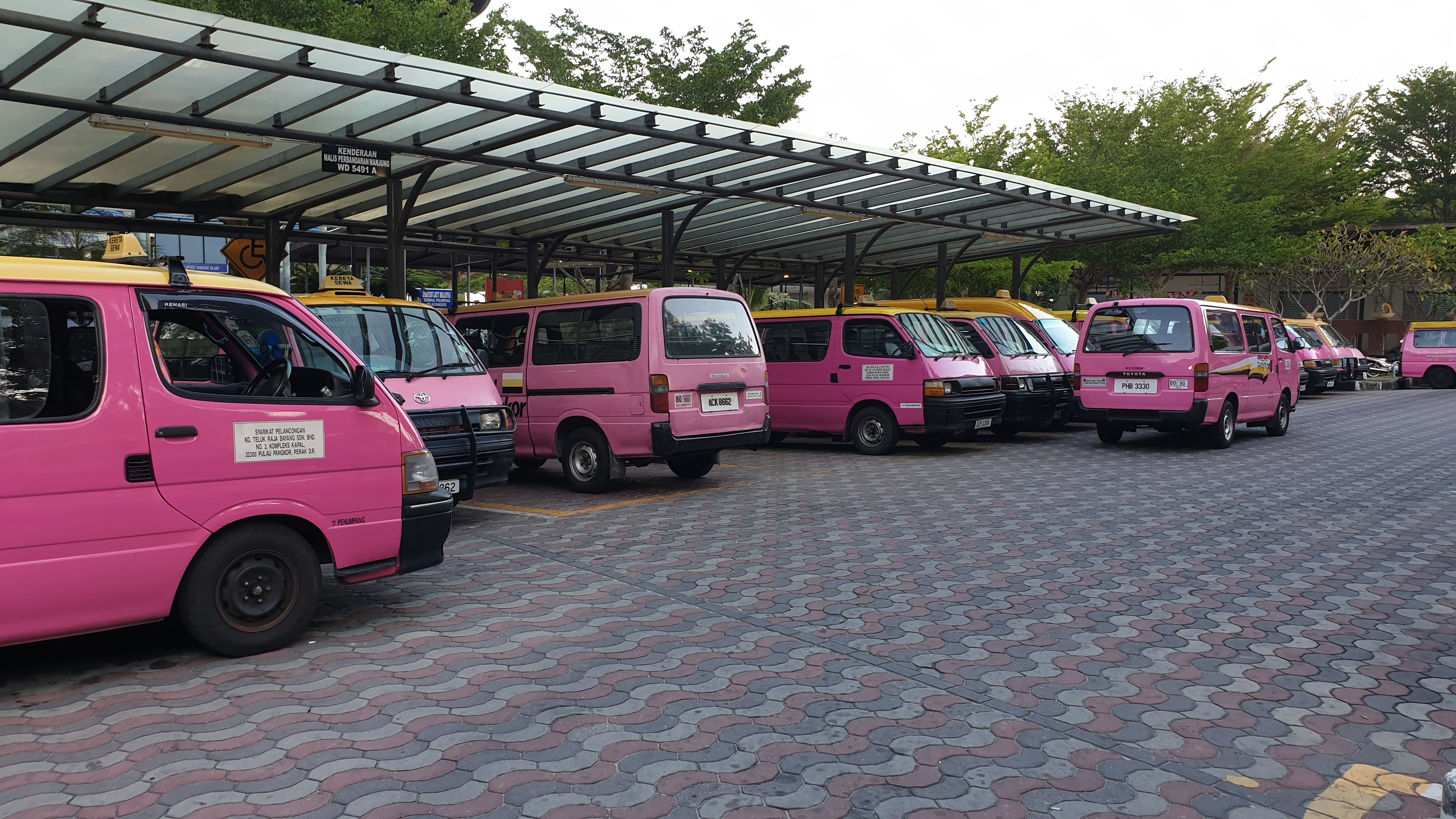
邦咯岛提供载送旅客的出租车服务

面包车的士（Teksi Keluarga，直译“家庭德士”）提供接载多人的出租车服务，有较大空间容纳更多的座位和行李，通常用于机场或旅游载送，一般使用的车型是中小型客货车或多功能车，俗称为klia van、airport van、tour van、family van、wedding van等。

#### 大型豪华德士
大型豪华德士（Teksi Mewah/Limosin，直译“豪华德士”或“礼宾车”）提供高级和奢华体验的载客服务，具有额外配置的车内设施，例如宽敞空间、优雅内饰、空调控制、高品质音响和娱乐系统。

#### 新柔跨境德士

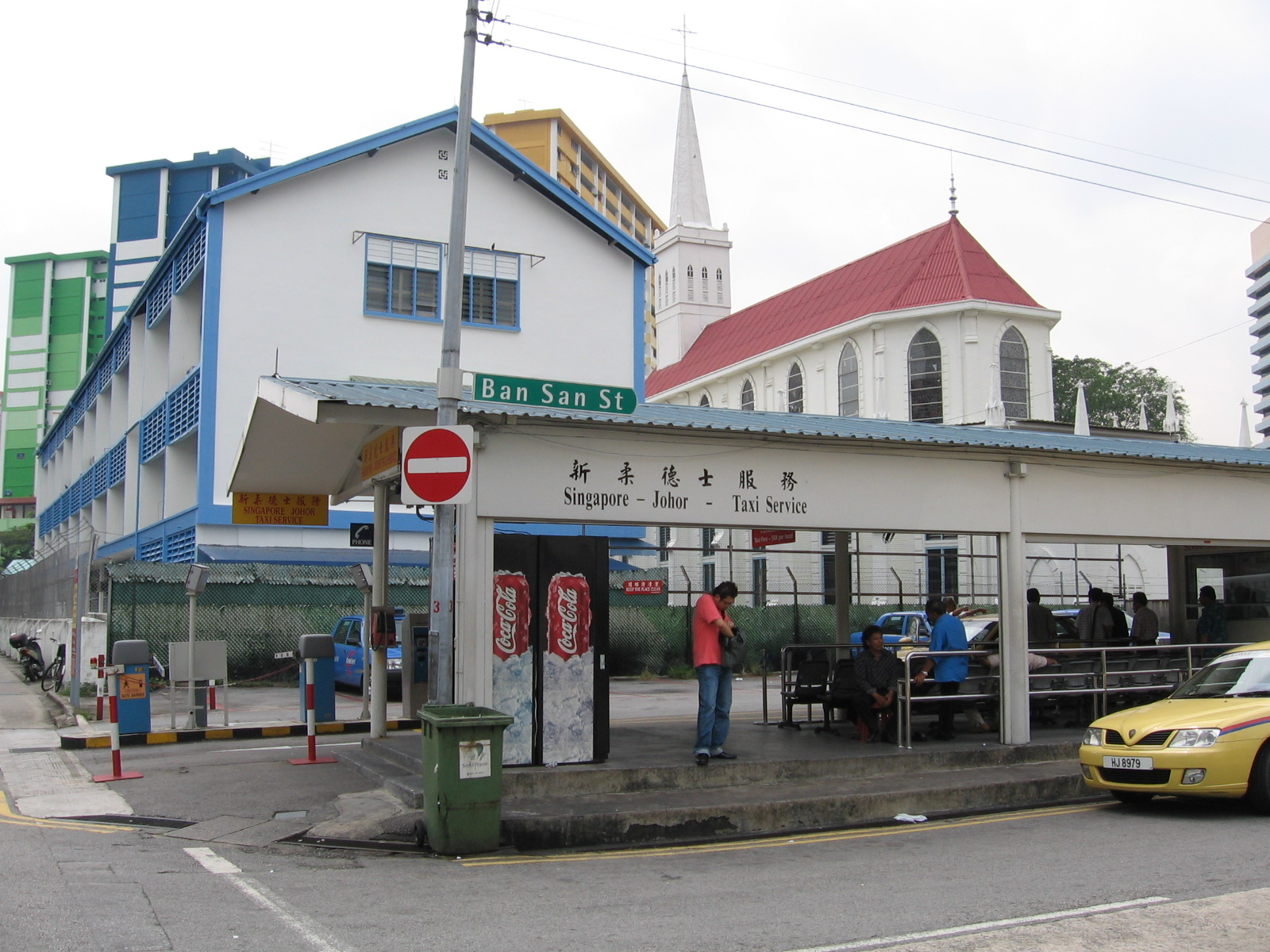
新加坡万山街德士站提供新柔德士服务

新柔跨境德士（Teksi JB-Singapura，非包车服务）提供从柔佛新山到新加坡的德士服务，乘客可以从拉庆中央车站搭乘德士，通过兀兰边境关卡进入新加坡，在新加坡任何指定地点下车；或是从新加坡万山街德士站（Ban San St. Taxi Kiosk）搭乘德士，在新山任何指定地点下车。
| 起点                                              | 指定目的地                  | 价格               |
| ------------------------------------------------- | --------------------------- | ------------------ |
| 万山街德士站                                      | 拉庆中央车站                | 60新元             |
| 樟宜机场或实里达机场                              | 拉庆中央车站                | 120新元            |
| 新加坡任何地点 （除万山街、樟宜机场或实里达机场） | 拉庆中央车站                | 80新元             |
| 拉庆中央车站                                      | 新加坡任何地点 （除万山街） | 60新元             |
| 拉庆中央车站                                      | 新加坡任何地点 （除万山街） | 70新元（预约德士） |

| 起点         | 指定目的地     | 价格               |
| ------------ | -------------- | ------------------ |
| 拉庆中央车站 | 新加坡任何地点 | 固本收费制（马币） |

- 旧款宝腾Saga（英语：Proton Saga）廉价德士（H）
- 豪华德士（H）
- 一马德士（H）
- 旧款丰田皇冠出租车
- 高级德士（H）
- 机场豪华德士（LIMO）
- 兰卡威出租车
- 新柔跨境德士（H）

### 电召车和电召车公司
电召车起源于“共享出行”（ride-sharing）概念，就是借助拥车族的空余时间及闲置资源（空余座位），由开发者通过互联网或移动应用程序将乘客与司机进行匹配，为乘客提供载送服务。电召车因为传统德士长期乱开价钱的问题，而在短时间内被大众接受，与德士和出租车不同，电召车不能在街上自由召客。
初期，电召车服务属于法律灰色地带，因为法律列明私家车不能作为营业用途； 因此，传统德士司机数次向政府提出抗议，责备电召车是违法载客及不公平竞争。 2017年7月，马来西亚国会下议院通过修正法案将电召车合法化，电召车司机须要拥有公共交通驾照，并申请商业注册，车辆必须购买保险及通过车检。
| 牌照类型                   | 德士服务 | 运营范围 | 运营模式                     | 说明 |
| -------------------------- | -------- | -------- | ---------------------------- | --- |
| 电召车 Kenderaan E-hailing | —        | 全马     | 通过移动应用程序进行预约租车 | 容纳4人至不超过11人（包括司机）的机动车辆，用于在任何行程中载客以收取单程费用，或向每人单独收取费用，并通过中介商的移动应用程序进行估计、预约或交易费用。 |

#### 电召车公司
本地开创电召车服务先河的曾经两大巨头是Uber和Grab，同时也有运营网约摩哆送餐和包裹服务（parcel hailing [p-hailing]），后起有AirAsia、Maxim、EzCab、InDrive、Kumpool、MULA、MyCar、Riding Pink、TutuCars等超过30家电召车公司。 Uber于2009年由格瑞特·坎普和特拉维斯·卡兰尼克在美国创办，2013年进军东南亚市场主打高档召车服务，当时仅在游客和跨国公司外派人员之间流行，2014年中开始进入大众市场。Grab公司创立于2012年，创始人陈炳耀与陈惠玲在哈佛商学院共同撰写一份商业计划书，并在比赛中获奖；隔年，诞生Grab的前身“MyTeksi”；之后，总部迁移到新加坡，并更名为“Grab”。2018年3月，Uber退出东南亚市场，将东南亚市场业务售卖给Grab，并且作为收购条件，Uber占有27.5%股权。
根据《2010年陆路公共交通法令》（第715号法令）的相关规定，经营电召车服务和为电召车司机提供电召车营运商（EHO）系统的公司，必须向APAD或LPKP申请、注册及更新执照；并且需要确保旗下提供服务的车辆拥有电召车准证（EVP），以及司机持有公共交通驾驶执照（PSV）。

### 女性专用德士
女性专用德士（Teksi Wanita）是马来西亚妇女部于2011—13年推行的计划，该部门与几家德士公司合作招募女性司机，在巴生谷地区提供约400部电召德士，此前曾经推出粉红色的女性专用车厢和女性专用巴士，接载年轻女性、妇女及孩童，以保护女性乘客减少遭受性骚扰和强暴罪案。 2017年面世的“Riding Pink”宣称是马来西亚首个女性专用的电召车服务，后续又有Carriage For Her、Ladies Only Riders & Divers加入市场。
尽管如此，相关行业仍然是由男性主导的领域，大约只有少过10%是女性司机，导致女性司机人数较少的原因之一，是与女性乘客相同的社会治安问题，女性司机也有可能遭遇抢劫、非礼或性侵犯事件。

### 无障碍德士
无障碍车辆（Kenderaan Mesra Kerusi Roda）是为老年人或身体行动不便人士提供便利的接送服务，必要时可以让轮椅轻易上下车，以满足他们如同普通人般出行、购物、就医、理发等日常生活需求。 这些车辆经过特殊改装，通常会配备轮椅坡道或升降台、固定轮椅的座位安全带和保护装置、宽敞的内部空间及其他辅助设施，有些车辆属于医疗保健或慈善服务提供者，并可能配备初级照护人员。
尽管乘客可以预约普通德士或使用电召车移动应用程序，为身心障碍者召唤载送服务，但必须确保提前告知有特殊需求，而且他们可能须要有照顾者陪伴，否则驾驶者需要提供额外的照顾服务；单独出门的身障者很容易被德士或电召车拒载，因为司机不愿意消耗等待的时间，以及承担更多的照顾责任。 事实上，马来西亚缺少适合轮椅使用者的无障碍德士（WAT），他们通常很难搭乘普通德士，因为轮椅必须折叠起来放在后备箱，而后备箱已经被液化天然气瓶占用空间，所以可能要预约空间宽敞但价格高昂的德士车辆；然后，他们必须花较多时间移动到汽车座位，这些会让他们感到压力，而对外出不感兴趣，因此影响身心健康；同时，不少德士司机缺乏耐心，也拒绝接受他们作为乘客。
除此之外，马来西亚的无障碍环境仍有许多不足之处，使得他们难以融入社会，整体而言对身心障碍者并不友善。 另外一提，马来西亚身心障碍群体分为7个类别，持有国家社会福利局发给OKU识别证的身心障碍者，使用公共设施可以享有50%折扣福利，但须要满足服务提供者规定的资格要求和程序。

### 宠物德士
宠物德士（Teksi Haiwan）通常是由宠物服务行业提供的接送服务，马来西亚法律将其定义为货物快递服务。基于城市管理和公共卫生安全理由，猫狗可能会在公共空间留下便溺、气味、毛发和皮屑等残留物，所以公共交通工具通常禁止乘搭动物。现今，“毛孩子”被许多宠物主人视为家庭成员之一，日常生活有接送宠物搬家、寄放、美容、看兽医等需求，尽管乘客可以预约德士或使用电召车移动应用程序，并提前告知有特殊需求，然而并非所有德士服务提供者都是宠物友好（pet-friendly），所以衍生专门的宠物接送服务。
乘客携带宠物搭乘出租车辆出行，必须事先了解服务提供商的宠物政策和价格，提前告知携带宠物的目的，以及携带宠物的类型、尺寸和数量，方便驾驶者提早作出准备。宠物主人需要保证宠物被控制在适合的携带容器，以及维护宠物的干净，防止在车内造成不便或污染；并且，要确认是否有收取额外费用，以覆盖清洁和卫生方面的成本。

### 电动德士
Teksiku EV是迈苏里商务科技（Mysuri BizTech）于2022年在马来西亚国际绿色科技与产品展销会（IGEM）推行的电动德士项目（Program Teksi EV），这家企业于同年8月与国能公司达成合作协议，计划在本地市场共同经营零排放德士服务，以推动可持续发展和环境保护。迈苏里商务科技首席执行员莫哈末·诺·加扎里（Mohd Noor Ghazali）宣布，准备部署1,000辆电动汽车投入德士服务，包括名爵5 EV和比亚迪e6 EV。

## 召车模式

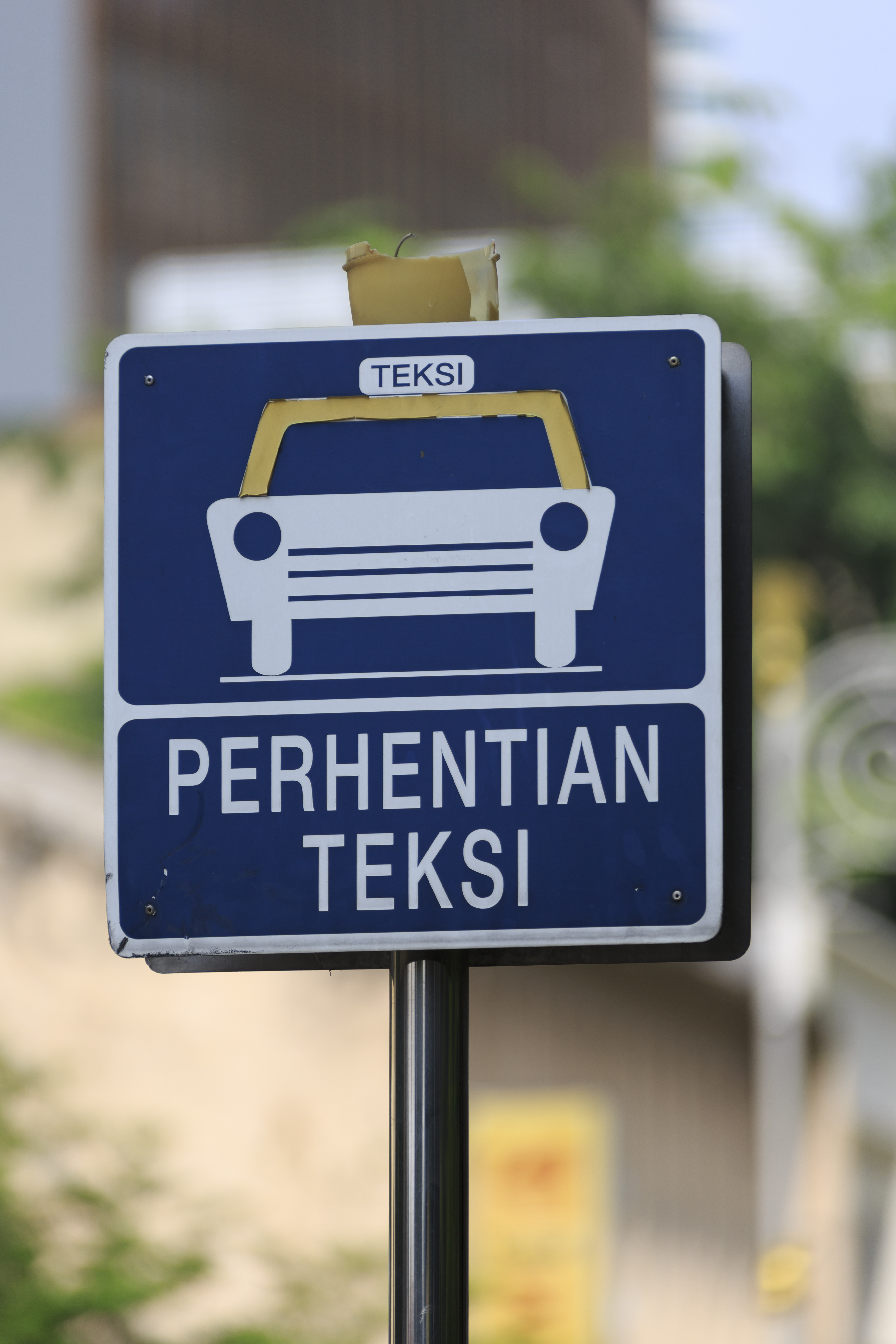
吉隆坡的一个德士站标志

马来西亚有几种常见的召车方式，最传统的方式是在允许停靠的街上等待德士，乘客可以伸手示意，直到一辆可用的德士停下来接载；另外一种常见的选择，是在大多数城市都设有的德士站，通常位于机场、医院、火车站、巴士总站、购物商场、酒店、商业区和其他可能有大量乘客的地点，乘客可以在德士站排队等候搭车。
乘客也可以拨电给德士呼叫服务中心，提供自己的位置和目的地信息，使用中央调度系统呼叫德士，服务中心会通过无线电安排德士前来接载乘客，通过拨电召唤德士需要额外缴付费用。
乘客还可以通过电召车服务提供商的移动应用程序，选择所在位置和目的地，并查看附近可用的德士和司机信息；然后，可以在应用程序上请求德士，等待司机接受请求并前来接载。虽然不直接涉及呼叫服务中心，但德士仍由服务提供商的中央调度系统，通过GPS跟踪进行监控，收费会因不同时段而有差异。

## 德士车辆

### 车型

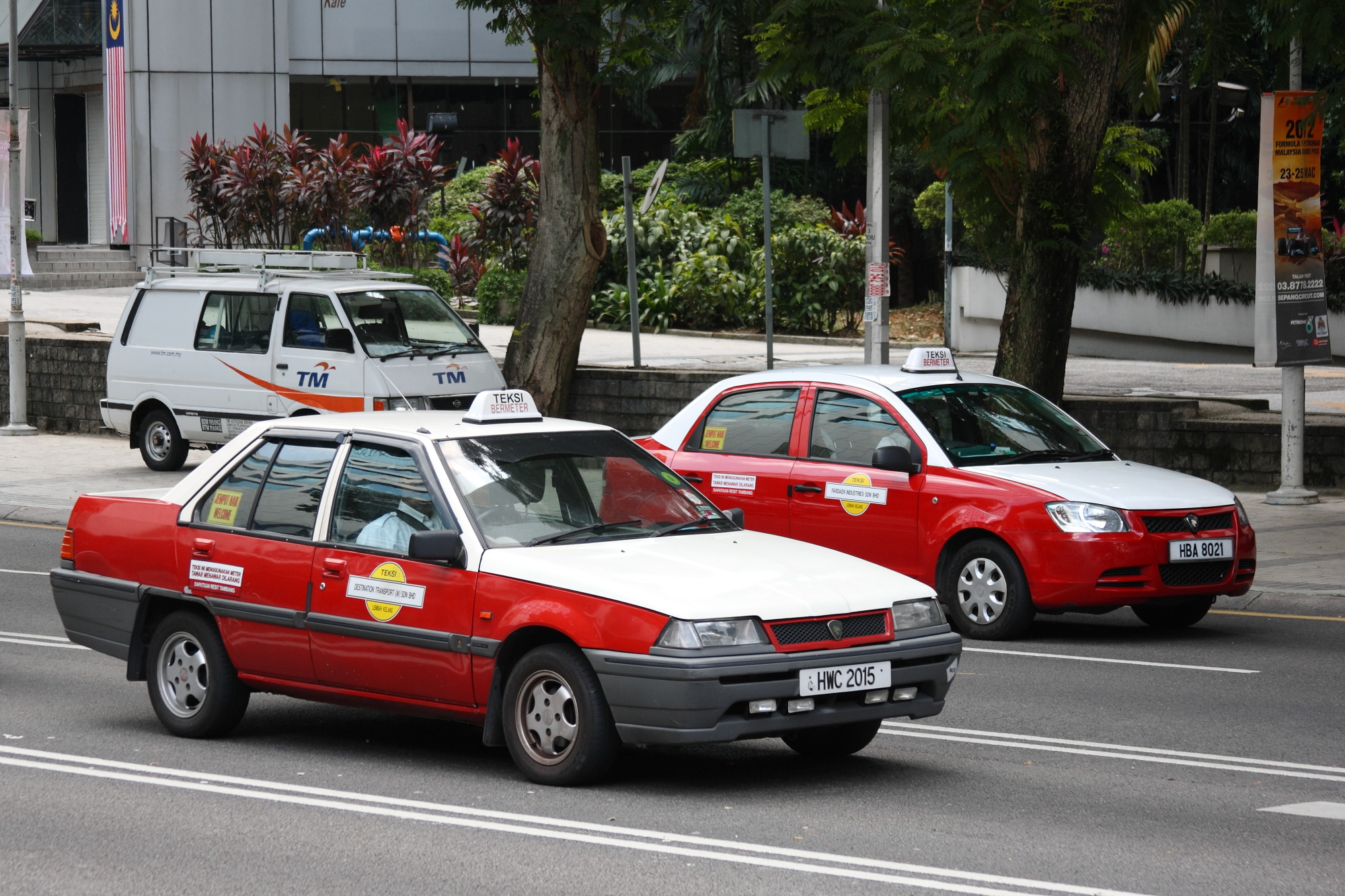
马来西亚国产车是最常见的德士车款

不同类型的德士对汽车种类和规格，有特定的技术限制，例如：豪华德士通常需要提供更高档和宽敞的车辆。但在基本上而言，只要通过东盟新车评价规程（ASEAN NCAP）安全评级3星的轿车，并且车龄符合汽车检验要求，都可以用作德士用途。
马来西亚德士大多数是天然气车辆，最常见的汽车种类是四门轿车，其中以排量1.5升以下国产车佔主导，例如：宝腾Saga和第二国产车Bezza，这些车款较具有经济和燃油效率，适合在城市道路的使用；另外一些德士使用多用途车，例如：宝腾Exora、第二国产车Alza和丰田Avanza，这些车辆通常有更充足的座位和行李空间，适合携带行李的乘客。豪华德士要求车辆排量至少1,950毫升，主要使用的车款包括：丰田Innova、日产Serena、Naza Citra、Naza Ria和现代Starex。
1980—90年代生产的宾士200、丰田皇冠和日产公爵等德士型号，仍是在部分乡镇地区行驶的出租车款式。普通大型豪华德士提供的车款，包括：宝腾将相、日产天籁、丰田凯美瑞、丰田Alphard和宾士等。

### 车龄限制
德士通常会受到车龄限制，即车辆必须符合监管单位的年限要求，不同地区和机构对车辆使用年限有不同的规定，最高要求是不超过15年。并且车辆必须经过定期检验，以维持良好的机械状况，确保车辆技术及安全性符合道路交通规则。2023年1月1日起，马来西亚德士车辆的使用年限为：
|                | 监管单位     | 验车单位 | 德士类型 | 车龄限制 |
| -------------- | ------------ | -------- | -------- | -------- |
| 马来西亚半岛   | APAD         | PUSPAKOM | 电召车   | 15年     |
| 马来西亚半岛   | APAD         | PUSPAKOM | 所有德士 | 15年     |
| 沙巴（含纳闽） | LPKP Sabah   | PUSPAKOM | 电召车   | 15年     |
| 沙巴（含纳闽） | LPKP Sabah   | PUSPAKOM | 机场德士 | 15年     |
| 沙巴（含纳闽） | LPKP Sabah   | PUSPAKOM | 市区德士 | 20年     |
| 沙巴（含纳闽） | LPKP Sabah   | PUSPAKOM | 郊区德士 | 30年     |
| 砂拉越         | LPKP Sarawak | PUSPAKOM | 电召车   | 15年     |
| 砂拉越         | LPKP Sarawak | PUSPAKOM | 所有德士 | 18年     |

### 收费标准
如果乘客同意使用德士的载送服务，即被视为适用德士公司的使用条款和条件，其中包括法律规定应付的交通费，加上其他适用的附加费用；但是，不包括乘客与德士服务提供者之间，另行商定的任何额外费用。

#### 跳表计费
马来西亚德士根据行驶距离和时间计算费用，收费标准会因地区、高峰时段和德士类型而有所不同，乘客可以使用现金或行动支付结算付费，但绝大多数德士司机都不接受银行卡，并且可以要求司机提供收据。跳表德士的收费方式，包括：
- 起步费：德士服务通常设有一个起步价格，乘客决定上车后开始计费。它通常包括限定的行驶距离和时间，超过限定以后开始计算接下来的里程或时间。
- 里程费：超过起步距离以后，德士通常按照每公里计算费率；通常，长途行程的里程费会较短途行程更高。
- 时间费：如果车辆在拥堵或缓慢的路段行驶，可能会根据一个时间单位计算费率。
- 附加费：根据德士公司的规定，可能会收取其他费用，例如电召德士费、半夜附加费、机场附加费、过路费或行李费等。

马来西亚的NGV燃料供给市场被国油公司垄断，并且仅在马来西亚半岛建设加注站，沙巴和砂拉越没有供应液化天然气，所以东马德士仍是使用汽油或柴油车辆，车资费用亦较高。
|          | 费率                    | 费率         | 费率      | 估计价格  | 估计价格   |
| 起步价格 | 里程费率                | 拥堵时间费率 | 5公里     | 10公里    |            |
| -------- | ----------------------- | ------------ | --------- | --------- | ---------- |
| 廉价德士 | 3令吉（首1公里或3分钟） | 25仙/200米   | 25仙/36秒 | 8令吉     | 14令吉25仙 |
| 高级德士 | 4令吉（首1公里或2分钟） | 20仙/150米   | 20仙/45秒 | 9令吉20仙 | 16令吉     |
| 一马德士 | 4令吉（首1公里或3分钟） | 30仙/200米   | 30仙/36秒 | 10令吉    | 17令吉50仙 |

|          | 费率                    | 费率         | 费率      | 估计价格 | 估计价格   |
| 起步价格 | 里程费率                | 拥堵时间费率 | 5公里     | 10公里   |            |
| -------- | ----------------------- | ------------ | --------- | -------- | ---------- |
| 廉价德士 | 4令吉（首1公里或3分钟） | 30仙/200米   | 30仙/36秒 | 10令吉   | 17令吉50仙 |
| 一马德士 | 4令吉（首1公里或3分钟） | 35仙/200米   | 35仙/36秒 | 11令吉   | 19令吉80仙 |

|                  | 费率                                     | 费率                                     | 费率                                     | 估计价格                                 | 估计价格                                 |
| 起步价格         | 里程费率                                 | 拥堵时间费率                             | 5公里                                    | 10公里                                   |                                          |
| ---------------- | ---------------------------------------- | ---------------------------------------- | ---------------------------------------- | ---------------------------------------- | ---------------------------------------- |
| 豪华德士         | 6令吉（首1公里或2分钟）                  | 20仙/100米                               | 20仙/21秒                                | 14令吉                                   | 24令吉                                   |
| 机场德士         | 主要机场出发将根据目的地区域制定统一价格 | 主要机场出发将根据目的地区域制定统一价格 | 主要机场出发将根据目的地区域制定统一价格 | 主要机场出发将根据目的地区域制定统一价格 | 主要机场出发将根据目的地区域制定统一价格 |
| 出租车（冷气）   | —                                        | 1令吉25仙/公里（顶限）                   | N/A                                      | 8令吉25仙                                | 14令吉50仙                               |
| 出租车（无冷气） | —                                        | 1令吉/公里（顶限）                       | N/A                                      | 7令吉                                    | 12令吉                                   |

|                  | 费率                                     | 费率                                     | 费率                                     | 估计价格                                 | 估计价格                                 |
| 起步价格         | 里程费率                                 | 拥堵时间费率                             | 5公里                                    | 10公里                                   |                                          |
| ---------------- | ---------------------------------------- | ---------------------------------------- | ---------------------------------------- | ---------------------------------------- | ---------------------------------------- |
| 廉价德士         | 10令吉（首3公里或9分钟）                 | 12仙/100米                               | 12仙/18秒                                | 12令吉40仙                               | 18令吉40仙                               |
| 机场德士         | 主要机场出发将根据目的地区域制定统一价格 | 主要机场出发将根据目的地区域制定统一价格 | 主要机场出发将根据目的地区域制定统一价格 | 主要机场出发将根据目的地区域制定统一价格 | 主要机场出发将根据目的地区域制定统一价格 |
| 出租车（冷气）   | —                                        | 22.8仙/公里                              | N/A                                      |                                          |                                          |
| 出租车（无冷气） | —                                        | 20.5仙/公里                              | N/A                                      |                                          |                                          |

|                  | 费率                                     | 费率                                     | 费率                                     | 估计价格                                 | 估计价格                                 |
| 起步价格         | 里程费率                                 | 拥堵时间费率                             | 5公里                                    | 10公里                                   |                                          |
| ---------------- | ---------------------------------------- | ---------------------------------------- | ---------------------------------------- | ---------------------------------------- | ---------------------------------------- |
| 廉价德士         | 10令吉（首3公里或9分钟）                 | 12仙/100米                               | 12仙/18秒                                | 12令吉40仙                               | 18令吉40仙                               |
| 豪华德士         | 6令吉（首1公里或2分钟）                  | 20仙/100米                               | 20仙/21秒                                | 14令吉                                   | 24令吉                                   |
| 机场德士         | 主要机场出发将根据目的地区域制定统一价格 | 主要机场出发将根据目的地区域制定统一价格 | 主要机场出发将根据目的地区域制定统一价格 | 主要机场出发将根据目的地区域制定统一价格 | 主要机场出发将根据目的地区域制定统一价格 |
| 出租车（冷气）   | 40仙（首1公里）                          | 19.4仙/公里                              | N/A                                      |                                          |                                          |
| 出租车（无冷气） | 34.2仙（首1公里）                        | 17.1仙/公里                              | N/A                                      |                                          |                                          |

| 附加费           | 附加费 |
| ---------------- | --- |
| 廉价德士         | 电召德士征收2令吉；半夜12点到清晨6点附加50%价格；乘客支付任何收费区域的通行费；（新山德士）前往士乃国际机场需要额外支付12令吉；（槟城德士）前往槟城国际机场需要额外支付7令吉。                                                          |
| 一马德士         | 电召德士征收2令吉；半夜12点到清晨6点附加50%价格；乘客支付任何收费区域的通行费；（新山德士）前往士乃国际机场需要额外支付12令吉；（槟城德士）前往槟城国际机场需要额外支付7令吉。                                                          |
| 豪华德士（全马） | 电召德士征收2令吉；半夜12点到清晨6点附加50%价格；乘客支付任何收费区域的通行费；超过2名乘客将征收乘客附加费，每1名成人征收1令吉（3名12岁以下孩童等同于2名成人），怀抱里的婴儿免费；使用行李箱空间将征收每件包裹1令吉行李费，手提包免费。 |
| 出租车（全马）   | 电召德士征收2令吉；半夜12点到清晨6点附加50%价格；乘客支付任何收费区域的通行费；前往吉隆坡国际机场和吉隆坡第二国际机场需要额外支付12令吉；前往槟城国际机场需要额外支付7令吉。                                                            |

#### 其他计费方式
主要城市以外乡镇地区的出租车可以根据“跳表”收费，但更多时候是根据目的地与乘客议定价格；后者的情况下，出租车同时接载几名互不相识的乘客，前往相同的目的地，乘客就可以平均分摊费用。例如：丰盛港出租车跨县前往新山，包车服务的参考价格为单程160令吉，满载乘客每人付40令吉。 大多数情况下，出租车跨区、跨县或跨州载送乘客，会有政府或出租车公会列出的参考价格； 此外，出租车还可以按时间提供包车服务。例如：兰卡威出租车提供4小时包车服务（限定4名乘客）的收费为不超过100令吉，每超过一小时征收不超过35令吉/小时，超过4名乘客征收不超过10令吉/每人。
机场德士和部分车站德士使用固本收费制，乘客先在柜台购买德士票券，根据目的地区域预付车资，然后凭票在指定德士站搭乘车辆，前往预定目的地；以及使用电召车服务系统，根据服务提供商的费率和估计价格，支付费用给电召车司机。大型豪华德士和租赁驾驶车辆通常没有固定费率，而是根据服务提供者和顾客的协议合同支付租金，并可能对顾客收取误点或单方面取消合同的违约费用。

### 车身涂装和标识

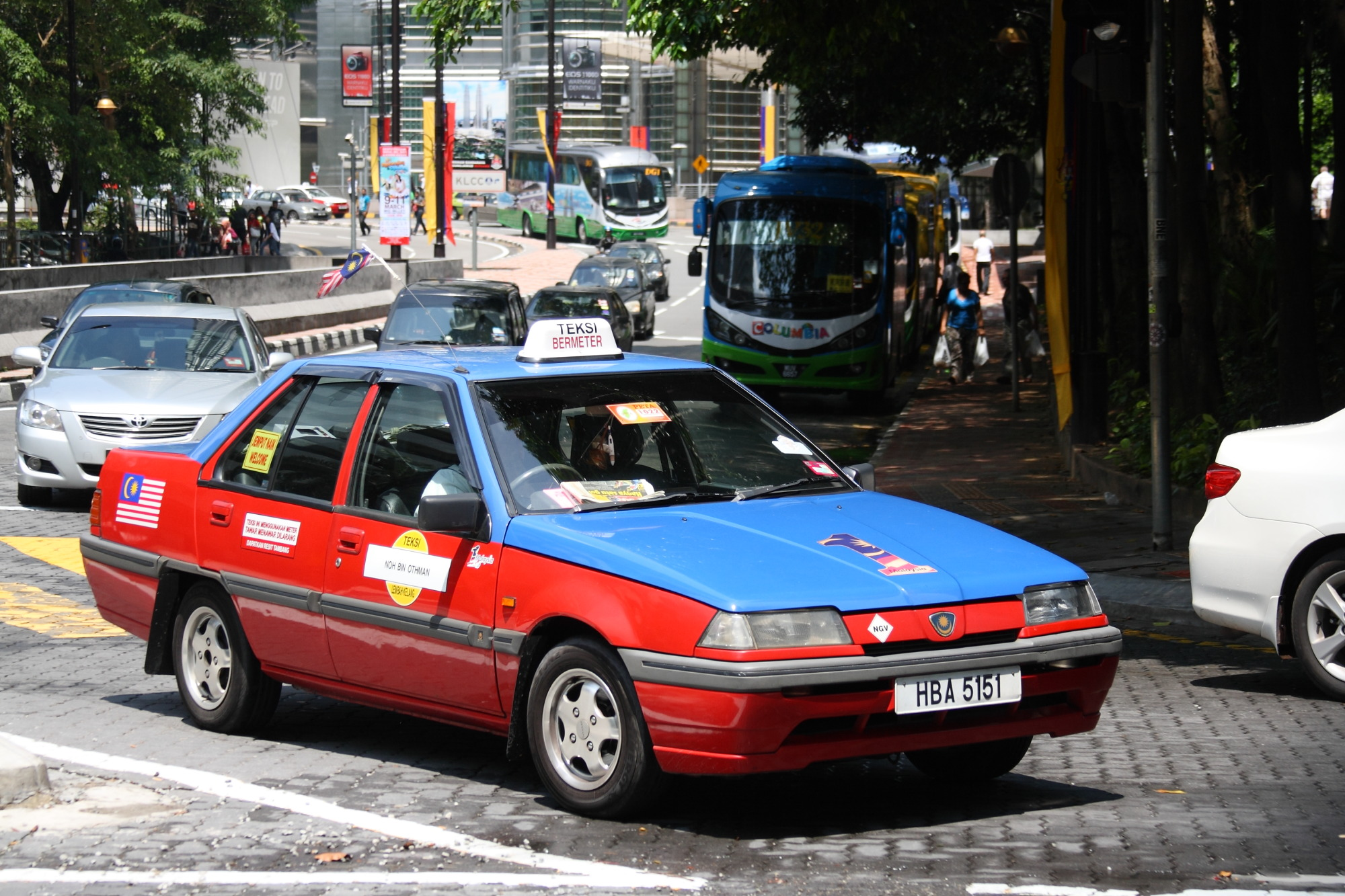
蓝顶红色车身涂装，汽车门侧的标识显示个人车主或德士公司名称，以及车辆运营区域

德士有特定的车身外观和标识要求，包括德士标志、颜色和注册公司，以便识别和辨认合法的德士车辆。APAD或LPKP指定的德士车身颜色为：
| 参考颜色             | 解释                       |
| -------------------- | -------------------------- |
| 白顶红色             | 德士公司拥有的德士         |
| 黄顶红色             | 德士公司拥有的德士         |
| 蓝顶红色             | 个人拥有的德士             |
| 宝蓝色（Candy Blue） | 豪华德士（全国适用）       |
| 黄顶                 | 出租车（全国适用）         |
| 银顶香槟金色         | 一马德士（废止）           |
| “辉煌条纹”花色       | 马来西亚旅游年特式（废止） |

拥有超过250辆德士行驶的营业公司，可以采用APAD或LPKP规范的标准颜色，也可以向APAD或LPKP申请企业专属颜色，例如：红色（Public Cab）、绿色（Sunlight）、黄色（Uptownace）、橙色（Innovasi Timur）、紫色（Pemilik dan Pemandu Teksi）、蓝白双色（Destination Transport）等。

## 德士经营和驾驶

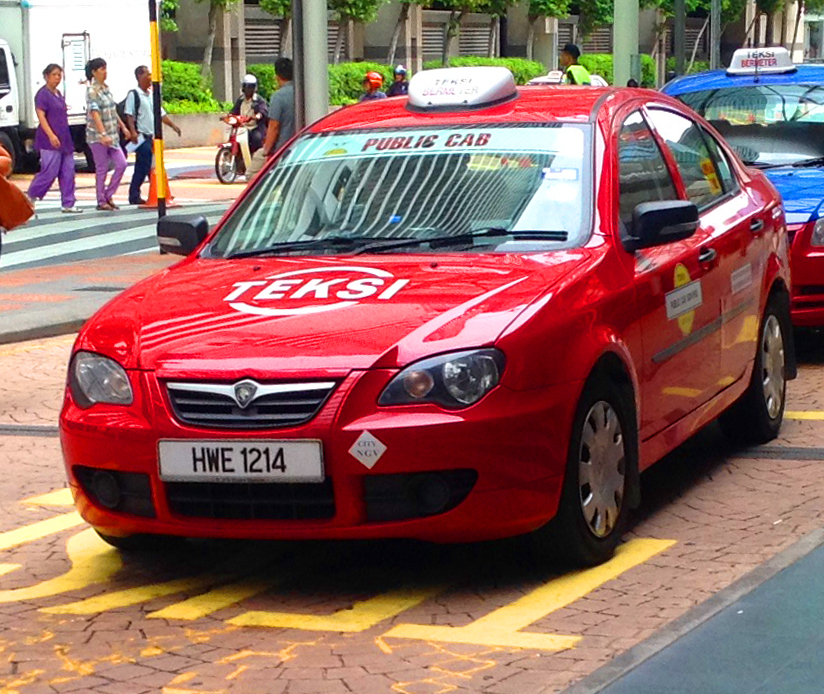
吉隆坡某家私人有限公司所属的德士车辆

### 德士公司
马来西亚德士公司有几种组织类型，包括：个人（Individu）、独资企业（Syarikat Tunggal）、合伙企业（Syarikat Perkongsian）、私人有限公司（Syarikat Sendirian Berhad）、公众有限公司（Syarikat Berhad）和合作社（Koperasi）。政府会根据市场需求控制德士数量，2017年马来西亚半岛约有8万辆德士，其中巴生谷占有4万6千辆。
2016年实施德士行业转型计划（TITP）之前，政府冻结向个人发给德士经营执照，只有极少数德士驾驶者拥有个人德士，绝大多数司机必须向独占市场的德士公司租赁车辆； 冻结原因是有些个人德士无法承担车辆维修费，以及不善于维护行业形象，因此德士公司获得更多执照，却造成德士司机受到剥削和不公平待遇，驾驶权益无法获得尊重和保障。 2017年TITP正式启动后，德士司机可以重新成为个体经营者，拥有自由选择和灵活的工作模式，不再受限于租车合约。
政府发给个人德士执照有数量限制，拥有者条件必须是马来西亚公民，已向马来西亚公司委员会（SSM）进行商业注册，拥有JPJ发给合法有效的公共交通驾驶执照（PSV）、APAD或LPKP发给仍然有效的司机证（Kad Pemandu），并且没有犯罪纪录及判入穷籍。

### 德士司机
马来西亚德士、出租车和电召车司机须要持有陆路交通局（JPJ）发出的PSV驾照，申请者必须年满21岁，并拥有合格驾驶执照（CDL），确保德士司机具备一定的驾驶经验。PSV驾照持有者也必须通过健康检查，确保他们的身体状况能够胜任驾驶工作；不过，法律赋予交通部长行使权利，将PSV执照特例发给身障者。 豪华德士司机可能还要通过背景调查，以确保他们没有犯罪记录或违法行为，以保障乘客的安全和信任。
政府要求德士司机严格遵守道路交通规则，积极提升自身的专业素养和驾驶技能，并且友好、专业地对待乘客，以保证提供安全、舒适和高质量的德士服务。马来西亚德士司机分为3种，即：向德士公司租赁车辆的司机（Pemandu）、拥有自己的德士车辆的个体车主（Pemilik）和兼职驾驶车辆的代班司机（Pemandu Kedua），每部车子仅能拥有2名（1+1）驾驶者，两人必须是近亲关系，他们驾驶车辆载送客人前往目的地换取收入，例如：某位车主驾驶早班德士，并将德士交给代班驾驶夜班德士。

### 德士乘客
乘客预约及搭乘德士、出租车和电召车时，要提供正确的搭车位置和目的地信息，并遵守搭乘公共交通的行为准则，例如：禁止吸烟、禁止饮食、禁止乱抛垃圾、系上安全带等，违反行为规定者可能面临中止服务或承担其他法律责任；以及妥善管理私人物品，并对任何损失或遗漏自行负责。法律对不同类型德士的最大乘客人数有限制，乘客要确保不超过允许的乘客人数，司机有权利拒绝载送超过人数；否则，可能被执法机构罚款，或在发生意外时无法获得赔偿。
德士服务提供者载送乘客抵达目的地后，乘客应该支付费用和索取收据，并可以对德士服务提供反馈，以帮助改进服务质量和客户体验。马来西亚服务业通常不强制要求给小费，但如果乘客对司机的服务感到满意，可以给予小费表示感谢。乘客如果遇到德士服务的问题，可以向APAD或LPKP提出投诉，并具体说明德士车牌号码、时间和地点、不满意的问题描述等。

### 驾驶路线
德士公司或出租车公会可能配备区域路线图，但是前往布局复杂且杂乱的花园巷弄，有时候仍要依赖司机及乘客的记忆，以及使用先进的GPS导航系统。
大多数经验丰富的德士司机，都能够熟悉运营城市的主要街道和地标，乘客也有权利要求司机行驶自己喜欢的路线；另外，根据附加费用的规定，乘客应该支付行驶收费道路的通行费。

## 争议
马来西亚传统德士司机的声誉不佳，英国网站www.londoncabs.co.uk公布“全球10大最糟糕的德士司机城市”，吉隆坡德士司机名列榜首。 众所周知，他们自行调整收费并不使用计价器、兜远路、有选择性或拒绝载送搭客、收取条例规定以外的附加费，同时司机态度恶劣、形象邋遢及驾驶维护不良的车辆。
尽管条例规定跳表德士必须使用计价器收费，并在车身展示“这是跳表德士，禁止讨价还价，索取您的收据”（Teksi Ini Menggunakan Meter. Tawar Menawar Dilarang. Dapatkan Resit Tambang. — This Is A Metered Taxi. Haggling Is Prohibited. Request For Your Receipt.）的提醒标语，但仍有不少司机拒绝实行，借用各种理由向乘客漫天开价，要求翻几倍的车费； 如果乘客前往的目的地偏远或不符合司机的心意，他们会拒绝载客，或以回程载不到客人为理由，收取双倍车费。
有些德士与出租车协会公开批评这些无良司机，并与为整个行业带来坏名声的司机划清界限，以及向公众承诺并非所有德士司机都是如此。

### 摩哆德士
摩哆德士（Teksi Motorsikal）是由Dego Ride公司于2016年11月推出的载客服务， 创办人暨总执行长纳比·菲沙（Nabil Feisal Bamadhaj）认为，雪隆城市的道路交通状况严重堵塞，对摩托车共享服务的需求有所增加，因此征寻骑手加入这项服务。然而，交通部长廖中莱回应称道，马来西亚涉及摩托车的交通事故数量极高，这项服务无法保证乘客的安全，因此决定禁止摩哆德士服务； 此外，《1987年陆路交通法令》（第333号法令）和《2010年陆路公共交通法令》（第715号法令）没有适用摩哆德士的行驶执照，摩哆车不属于可以载客收费的公共交通工具。

### 霸王车
霸王车（Prebet Sapu）是未经商业车辆注册局批准，以有偿服务实施非法拼车的私家车，即其他地区用语所称的黑车、黄牛车、黑户车、无证车、野鸡车、白牌车。霸王车司机大多数没有商业执照、车辆没有定期车检及购买乘客保险，并且收费和服务品质参差不齐，一旦发生意外可能无法获得赔偿，乘客必须自行承担责任。 另外一提，合法出租车提供共乘德士服务以平均分摊车资（俗称“算人头”），在指定运营范围内并不违法；此外，执法单位没有限制同事与朋友之间的搭便车服务。